# Meishō-Linie
| Dieseltriebwagen des Typs KiHa 11 in Ise-Takehara |                   |                          |               |
| Streckenlänge: | 43,5 km           |                          |               |
| Spurweite: | 1067 mm (Kapspur) |                          |               |
| Streckengeschwindigkeit: | 65 km/h           |                          |               |
| Zweigleisigkeit: | nein              |                          |               |
| |                   |                          |               |
| Gesellschaft: | JR Central        |                          |               |
| \| \| 0,0 \| Matsusaka (松阪) \| 1893– \| \| \| \| Sakanai-gawa \| \| \| \| \| Kintetsu Yamada-Linie \| 1930– \| \| \| \| Kisei-Hauptlinie \| 1893– \| \| \| 4,2 \| Kaminoshō (上ノ庄) \| 1960– \| \| \| 7,0 \| Gongen-mae (権現前) \| 1929– \| \| \| \| Nakamura-gawa \| \| \| \| \| Ise-Autobahn \| \| \| \| 11,7 \| Ise-Hata (伊勢八太) \| 1930– \| \| \| \| Haze-gawa \| \| \| \| 13,0 \| Ichishi (一志) \| 1938– \| \| \| \| \| \| \| \| \| \| \| \| \| 15,6 \| Isegi (井関) \| 1930– \| \| \| \| Ōi-Tunnel \| \| \| \| 16,5 \| Ise-Ōi (伊勢大井) \| 1938– \| \| \| \| Chūsei-Bahn \| 1908–1943 \| \| \| 21,3 \| Ise-Kawaguchi (伊勢川口) \| 1925– \| \| \| 23,3 \| Sekinomiya (関ノ宮) \| 1938– \| \| \| 25,8 \| Ieki (家城) \| 1931– \| \| \| \| Kumozu-gawa \| \| \| \| \| \| \| \| \| 29,5 \| Ise-Takehara (伊勢竹原) \| 1935– \| \| \| \| Hatemata-gawa \| \| \| \| \| (2 Tunnel) \| \| \| \| \| \| \| \| \| 33,8 \| Ise-Kamakura (伊勢鎌倉) \| 1935– \| \| \| \| \| \| \| \| \| \| \| \| \| 36,6 \| Ise-Yachi (伊勢八知) \| 1935– \| \| \| \| \| \| \| \| \| \| \| \| \| \| \| \| \| \| 39,7 \| Hitsu (比津) \| 1935– \| \| \| \| \| \| \| \| \| \| \| \| \| \| \| \| \| \| \| \| \| \| \| 43,5 \| Ise-Okitsu (伊勢奥津) \| 1935– \| |                   |                          |               |
| | 0,0               | Matsusaka (松阪)         | 1893–         |
| Brücke über Wasserlauf · Brücke über Wasserlauf |                   | Sakanai-gawa             | Sakanai-gawa  |
| Strecke nach halbrechts · Strecke |                   | Kintetsu Yamada-Linie    | 1930–         |
| Abzweig geradeaus und nach rechts |                   | Kisei-Hauptlinie         | 1893–         |
| Haltepunkt / Haltestelle | 4,2               | Kaminoshō (上ノ庄)       | 1960–         |
| Haltepunkt / Haltestelle | 7,0               | Gongen-mae (権現前)      | 1929–         |
| Brücke über Wasserlauf |                   | Nakamura-gawa            | Nakamura-gawa |
| |                   | Ise-Autobahn             |               |
| Haltepunkt / Haltestelle | 11,7              | Ise-Hata (伊勢八太)      | 1930–         |
| Brücke über Wasserlauf |                   | Haze-gawa                | Haze-gawa     |
| Haltepunkt / Haltestelle | 13,0              | Ichishi (一志)           | 1938–         |
| Brücke über Wasserlauf |                   |                          |               |
| Brücke über Wasserlauf |                   |                          |               |
| Haltepunkt / Haltestelle | 15,6              | Isegi (井関)             | 1930–         |
| Tunnel |                   | Ōi-Tunnel                | Ōi-Tunnel     |
| Haltepunkt / Haltestelle | 16,5              | Ise-Ōi (伊勢大井)        | 1938–         |
| Strecke von rechts (außer Betrieb) · Strecke |                   | Chūsei-Bahn              | 1908–1943     |
| Kopfbahnhof Streckenende (Strecke außer Betrieb) · Haltepunkt / Haltestelle | 21,3              | Ise-Kawaguchi (伊勢川口) | 1925–         |
| Haltepunkt / Haltestelle | 23,3              | Sekinomiya (関ノ宮)      | 1938–         |
| Bahnhof | 25,8              | Ieki (家城)              | 1931–         |
| Brücke über Wasserlauf |                   | Kumozu-gawa              | Kumozu-gawa   |
| Brücke über Wasserlauf |                   |                          |               |
| Haltepunkt / Haltestelle | 29,5              | Ise-Takehara (伊勢竹原)  | 1935–         |
| Brücke über Wasserlauf |                   | Hatemata-gawa            | Hatemata-gawa |
| Tunnel |                   | (2 Tunnel)               | (2 Tunnel)    |
| Brücke über Wasserlauf |                   |                          |               |
| Haltepunkt / Haltestelle | 33,8              | Ise-Kamakura (伊勢鎌倉)  | 1935–         |
| Brücke über Wasserlauf |                   |                          |               |
| Brücke über Wasserlauf |                   |                          |               |
| Haltepunkt / Haltestelle | 36,6              | Ise-Yachi (伊勢八知)     | 1935–         |
| Brücke über Wasserlauf |                   |                          |               |
| Brücke über Wasserlauf |                   |                          |               |
| Brücke über Wasserlauf |                   |                          |               |
| Haltepunkt / Haltestelle | 39,7              | Hitsu (比津)             | 1935–         |
| Brücke über Wasserlauf |                   |                          |               |
| Tunnel |                   |                          |               |
| Brücke über Wasserlauf |                   |                          |               |
| Brücke über Wasserlauf |                   |                          |               |
| Kopfbahnhof Streckenende | 43,5              | Ise-Okitsu (伊勢奥津)    | 1935–         |

Die Meishō-Linie (jap. 名松線 Meishō-sen) ist eine Eisenbahnstrecke auf der japanischen Insel Honshū, die von der Bahngesellschaft JR Central betrieben wird. In der Präfektur Mie verbindet sie Matsusaka mit dem westlich davon gelegenen Kumozu-Tal.

## Streckenbeschreibung
Die in Kapspur (1067 mm) verlegte Stichstrecke ist 43,5 km lang und nicht elektrifiziert. Sie bedient 15 Bahnhöfe, die Höchstgeschwindigkeit beträgt 65 km/h. Abgesehen von einer Ausweiche ungefähr in Streckenmitte ist sie eingleisig. Der östliche Ausgangspunkt ist der Bahnhof Matsusaka, wo Anschluss an die Kisei-Hauptlinie und die Kintetsu Yamada-Linie besteht. Die Strecke verläuft zunächst nordwestwärts entlang dem Rand der Ise-Ebene, in geringem Abstand zur Kintetsu Yamada-Linie und später zur Kintetsu Osaka-Linie. Bei Ichishi erreicht die Meishō-Linie das Haze-Tal und folgt diesem bis Isegi. Durch den Ōi-Tunnel hindurch wechselt die Strecke ins Tal des Kumozu. Anschließend folgt sie diesem Fluss in westlicher und südwestlicher Richtung, der zunächst von Teeplantagen gesäumt und am Oberlauf mehrfach überquert wird. Insbesondere nach der Mündung des Nebenflusses Hatemata ist das Terrain ausgesprochen hügelig. Die Endstation Ise-Okitsu liegt in einer sehr dünn besiedelten Gegend.

## Zugangebot
Da die Meishō-Linie durch eine ausgesprochen ländlich geprägte Gegend führt, ist der Verkehr nicht besonders dicht. Zwischen Matsusaka und Ise-Okitsu werden täglich acht Zugpaare angeboten, was einem angenäherten Zweistundentakt entspricht. Bis ungefähr Ise-Ōi besteht starke Konkurrenz durch die elektrifizierten und deutlich schnelleren Kintetsu-Strecken.

## Bilder

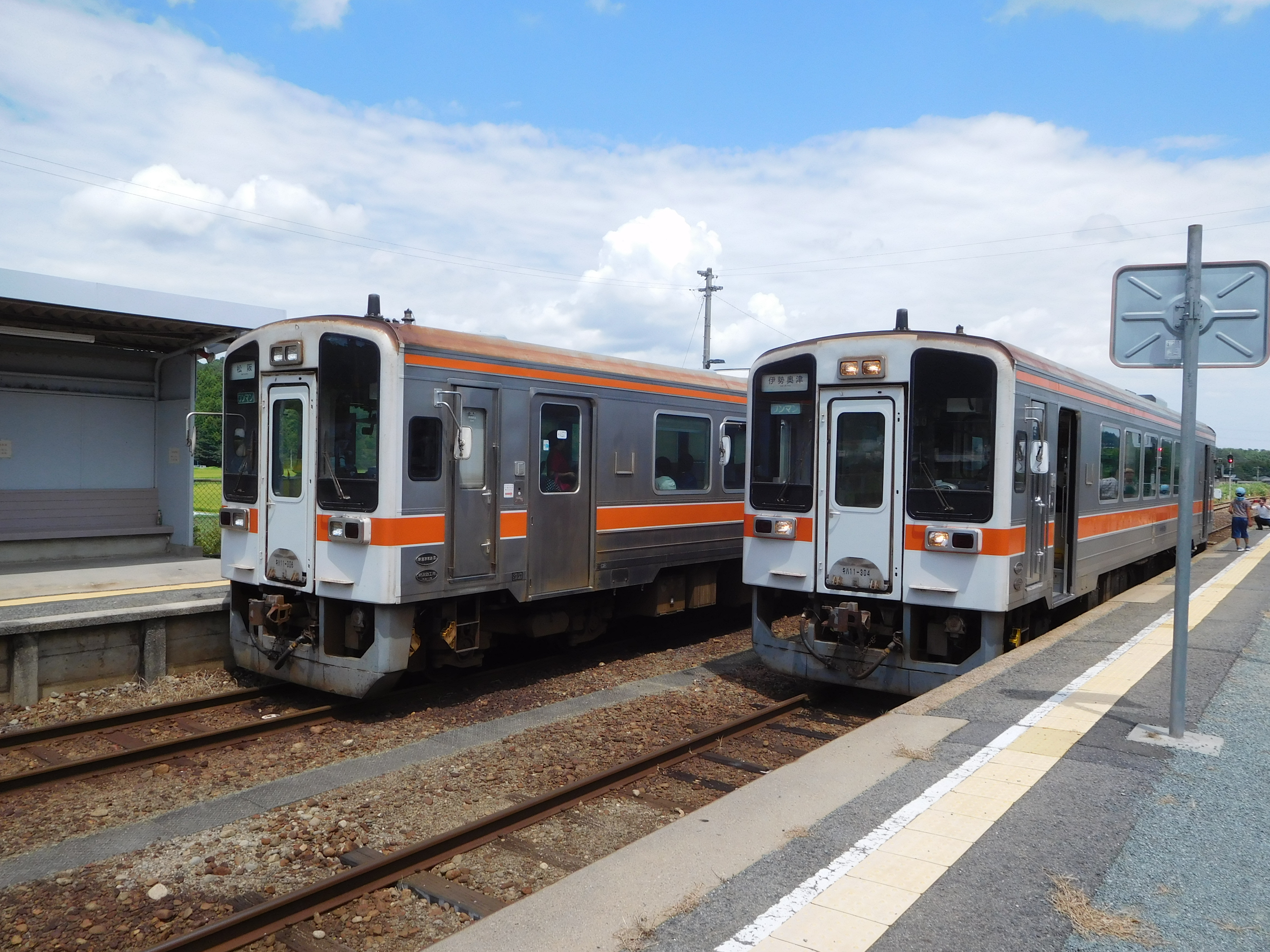
Zugkreuzung in Ieki
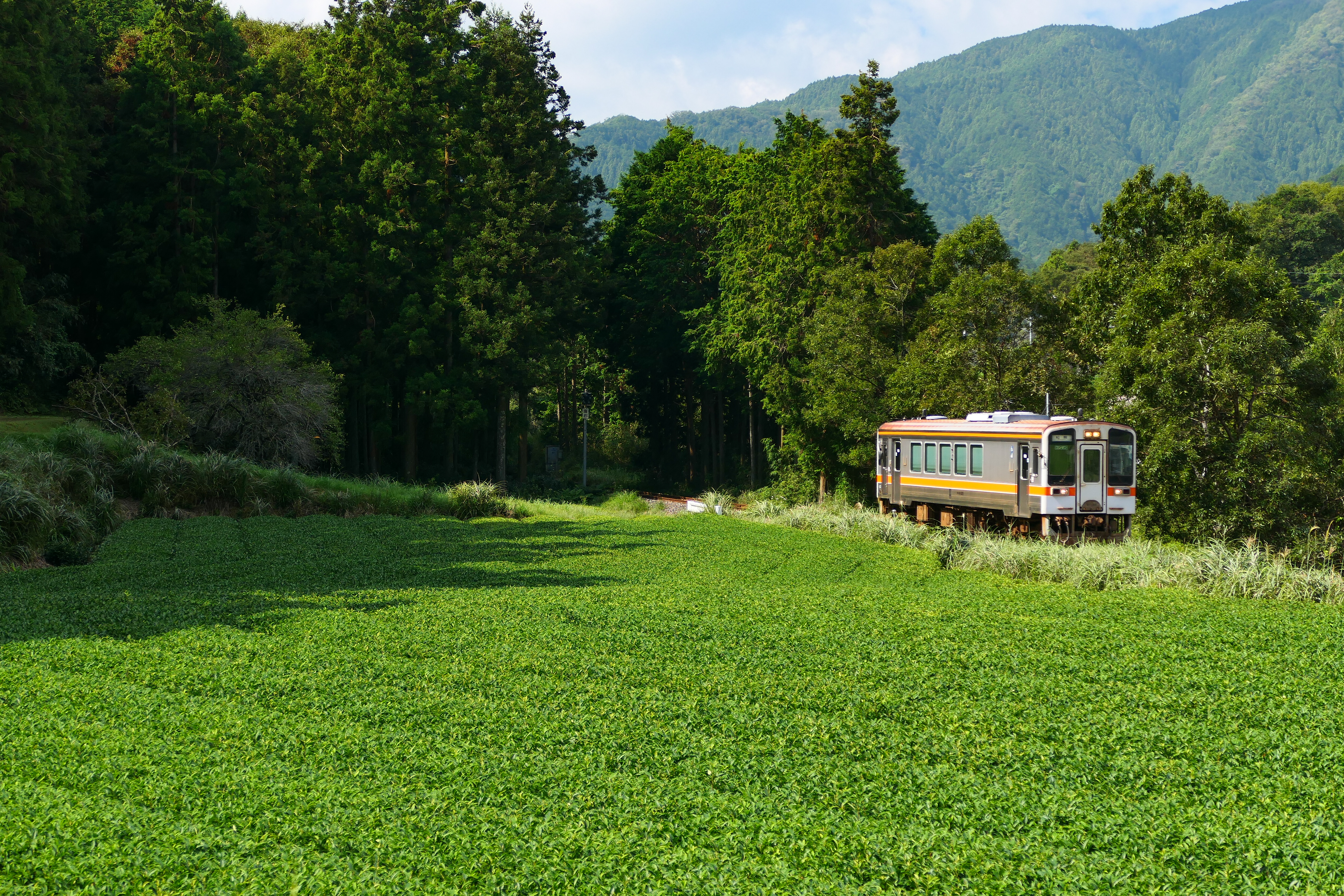
Zwischen Ise-Kamakura und Ise-Takehara
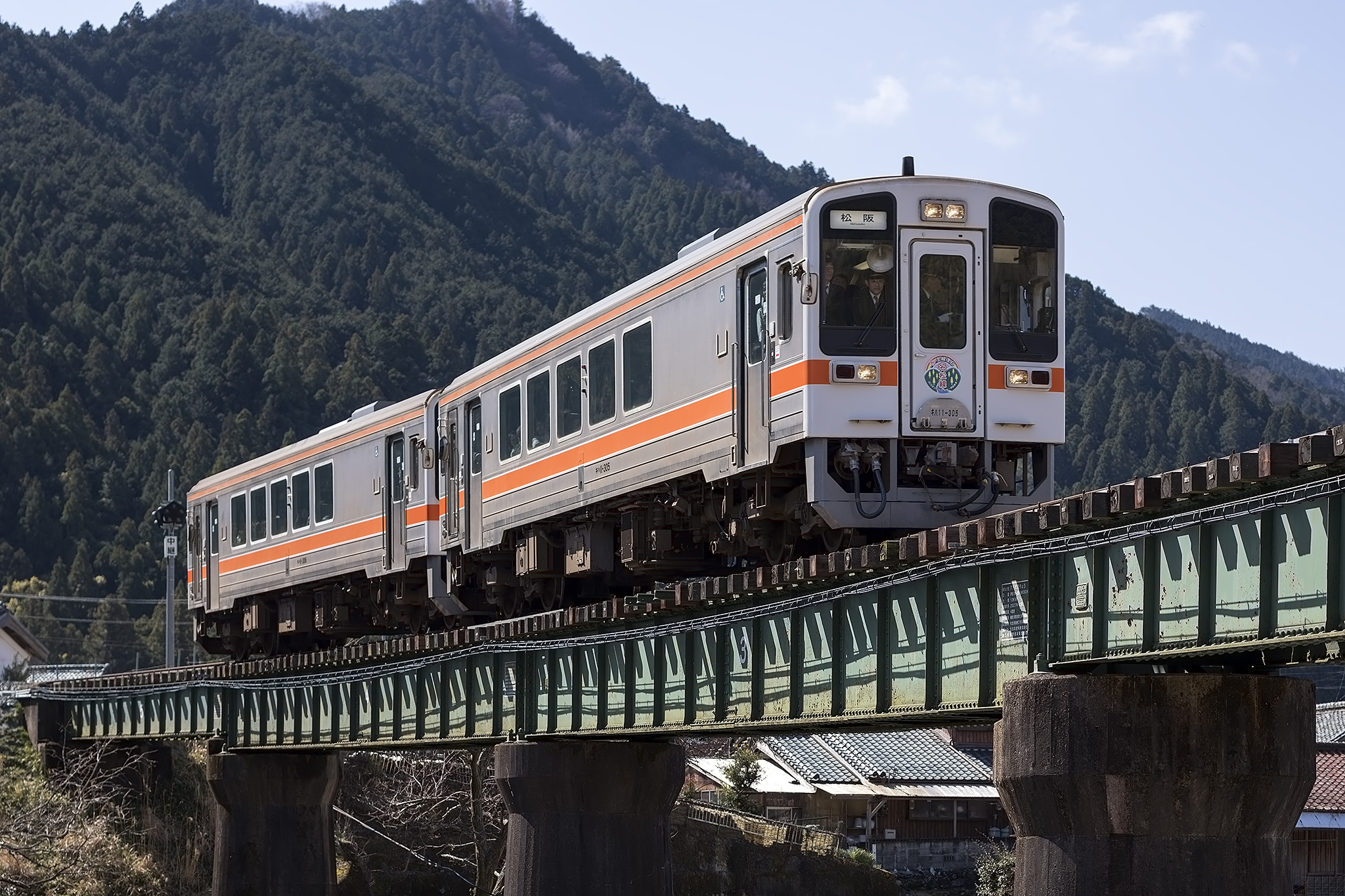
Zwischen Hitsu und Ise-Yachi
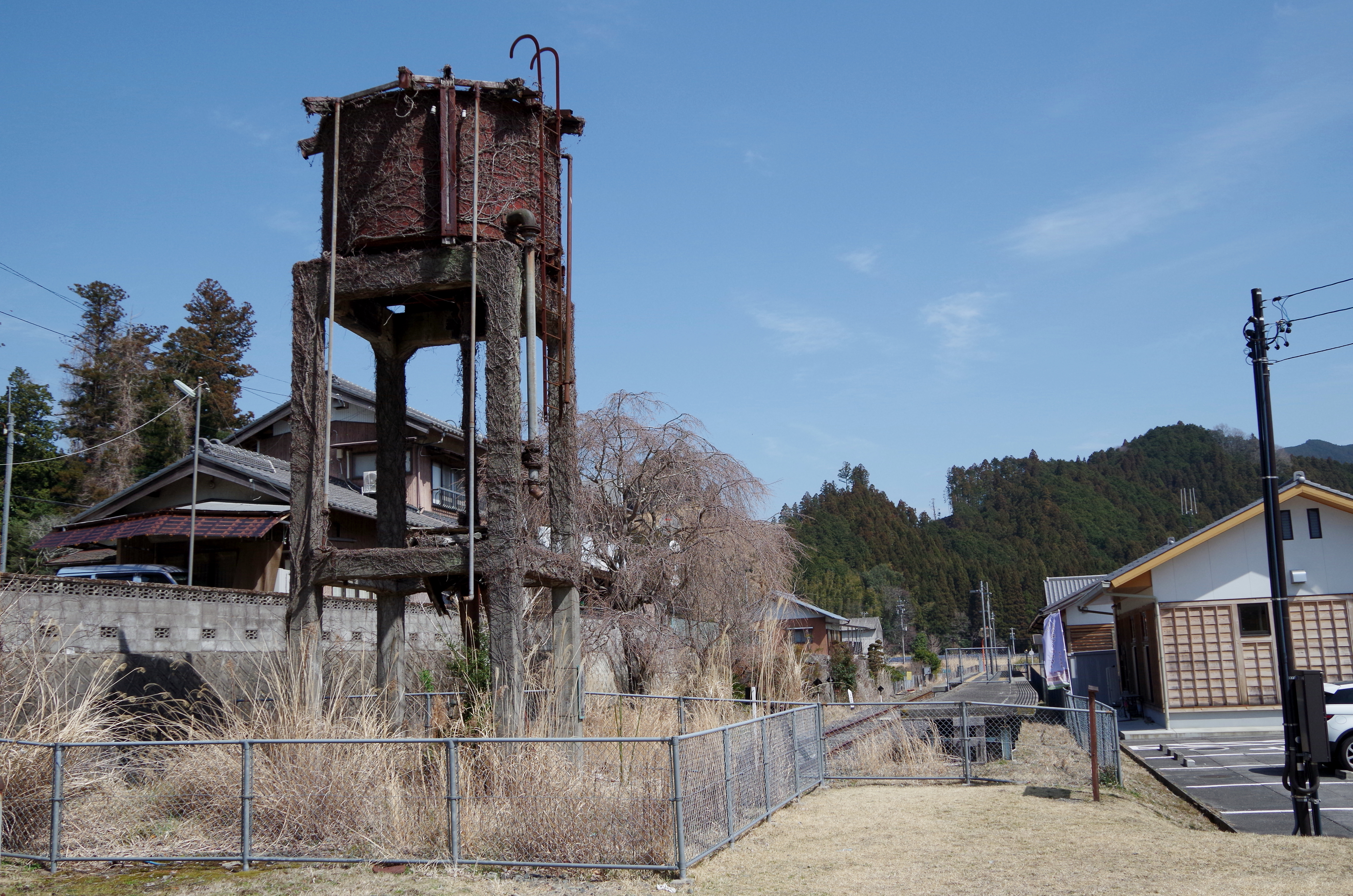
Bahnhof Ise-Okitsu

## Geschichte
Im Anhang des 1922 vom japanischen Reichstag verabschiedeten Eisenbahnbaugesetzes war unter anderem eine Strecke enthalten, die von Matsusaka nach Nabari führen sollte. Das Eisenbahnministerium eröffnete am 25. August 1929 den ersten Abschnitt zwischen dem Bahnhof Matsusaka und Gongenmae. Am 30. März 1930 folgte die Verlängerung nach Isegi und am 11. September 1931 reichte die Strecke bis Ieki. In der Zwischenzeit hatte allerdings die private Sangū Tetsudō, eine Vorgängerin von Kintetsu, im Jahr 1930 die heutige Kintetsu Yamada-Linie und Kintetsu Osaka-Linie eröffnet, die aufgrund elektrischer Traktion und direkterer Streckenführung eine starke Konkurrenz darstellte. Das Eisenbahnministerium betrachtete die Fertigstellung der Meishō-Linie als nicht mehr dringend und begnügte sich mit dem Bau des Teilstücks zwischen Ieki und Ise-Okitsu, der am 5. Dezember 1935 in Betrieb ging.
Während die Züge in den ersten Jahren von Dampflokomotiven gezogen wurden, erfolgte bereits am 1. Dezember 1934 die Einführung von Dieseltriebwagen. Taifun Vera richtete am 26. September 1959 großen Schaden an, worauf der Abschnitt zwischen Ise-Takehara und Ise-Okitsu bis zum 23. November gesperrt war. Die Japanische Staatsbahn stellte den Güterverkehr am 1. Oktober 1965 ein. 1968 stellte die Staatsbahn ein Rationalisierungsprogramm vor, das landesweit die Stilllegung von 83 unprofitablen Bahnstrecken vorsah. Zu diesen gehörte auch die Meishō-Linie, die aber zunächst der Stilllegung entging. Das Nachfolgeprogramm, das die Regierung 1980 als Teil beschlossenen Staatsbahnsanierung präsentierte, sah wiederum den Ersatz durch eine Buslinie vor. Da es in der Gegend an geeigneten Straßen für diesen Zweck mangelte, verzichtete die Staatsbahn aber erneut auf die Aufhebung. So kam es, dass die Meishō-Linie die einzige im Programm von 1968 enthaltene Strecke ist, die heute noch existiert.
Am 1. August 1982 beschädigten zahlreiche Erdrutsche, die von Taifun Bess verursacht worden waren, einen großen Teil der Meishō-Linie. Zwei Triebwagen waren in Ise-Okitsu blockiert und der Betrieb musste auf der gesamten Strecke eingestellt werden. Dabei zeigte sich exemplarisch, dass der Schienenersatzverkehr ungenügend war, denn an mehreren Stellen waren die Straßen äußerst schmal. Nach Protesten der lokalen Bevölkerung kam die Staatsbahn auf ihren bereits gefällten Stilllegungsentschluss zurück und entschied sich, mit der Wiederherstellung fortzufahren. Der Bahnbetrieb konnte daraufhin am 1. Juni 1983 wiederaufgenommen werden. Ein Jahr später verweigerte der Verkehrsminister seine Zustimmung zur Stilllegung. Im Rahmen der Staatsbahnprivatisierung ging die Strecke in den Besitz der neuen Gesellschaft JR Central über. Diese führte am 20. Februar 1989 den Einmannbetrieb ein.
Heftige Regenfälle am 8. Oktober 2009, verursacht durch Taifun Melor, führten zu Erdrutschen und Unterspülungen des Gleisbetts an 40 verschiedenen Stellen, worauf die ganze Strecke gesperrt werden musste. Sieben Tage später konnte der Abschnitt zwischen Matsusaka und Ieki wieder in Betrieb genommen werden. Ende Oktober 2009 kündigte JR Central an, den stark defizitären Abschnitt Ieki–Ise-Okitsu nicht wiederherzustellen zu wollen und dauerhaft durch eine Buslinie zu ersetzen. Die Bahngesellschaft begründete dies mit den hohen Kosten für den gesetzlich vorgeschriebenen Hochwasserschutz. Nach langen Verhandlungen erklärte sich JR Central im Mai 2011 bereit, das Teilstück wiederherzustellen; im Gegenzug verpflichteten sich die Präfektur Mie und die Anliegergemeinden, die Kosten für den Hochwasserschutz zu tragen. Nach über zweijähriger Bauzeit waren die Instandsetzungsarbeiten im Februar 2016 abgeschlossen und die Züge verkehrten ab 26. März 2016 wieder bis nach Ise-Okitsu.

## Liste der Bahnhöfe
| Name                     | km   | Anschlusslinien                             | Lage   | Ort       |
| ------------------------ | ---- | ------------------------------------------- | ------ | --------- |
| Matsusaka (松阪)         | 00,0 | Kisei-Hauptlinie Kintetsu Yamada-Linie      | Koord. | Matsusaka |
| Kaminoshō (上ノ庄)       | 04,2 |                                             | Koord. | Matsusaka |
| Gongemmae (権現前)       | 07,0 |                                             | Koord. | Matsusaka |
| Ise-Hata (伊勢八太)      | 11,7 |                                             | Koord. | Tsu       |
| Ichishi (一志)           | 13,0 | im Bhf. Kawai-Takaoka: Kintetsu Osaka-Linie | Koord. | Tsu       |
| Isegi (井関)             | 15,6 |                                             | Koord. | Tsu       |
| Ise-Ōi (伊勢大井)        | 18,5 |                                             | Koord. | Tsu       |
| Ise-Kawaguchi (伊勢川口) | 21,3 |                                             | Koord. | Tsu       |
| Sekinomiya (関ノ宮)      | 23,3 |                                             | Koord. | Tsu       |
| Ieki (家城)              | 25,8 |                                             | Koord. | Tsu       |
| Ise-Takehara (伊勢竹原)  | 29,5 |                                             | Koord. | Tsu       |
| Ise-Kamakura (伊勢鎌倉)  | 33,8 |                                             | Koord. | Tsu       |
| Ise-Yachi (伊勢八知)     | 36,6 |                                             | Koord. | Tsu       |
| Hitsu (比津)             | 39,7 |                                             | Koord. | Tsu       |
| Ise-Okitsu (伊勢奥津)    | 43,5 |                                             | Koord. | Tsu       |